# Юнацький чемпіонат Європи з футболу (U-19) 2007 (елітний раунд)
Юнацький чемпіонат Європи з футболу (U-19) 2007 (елітний раунд) — відбірний етап, що пройшов у 2007 році. До фінального турніру потрапили сім збірних, збірна Австрії, як господар була вільна від відбору.

## Група 1
| Збірна    | І | В | Н | П | ГЗ | ГП | РГ | О |
| --------- | - | - | - | - | -- | -- | -- | - |
| Німеччина | 3 | 2 | 1 | 0 | 3  | 0  | +3 | 7 |
| Ірландія  | 3 | 2 | 0 | 1 | 5  | 1  | +4 | 6 |
| Угорщина  | 3 | 0 | 2 | 1 | 1  | 3  | −2 | 2 |
| Болгарія  | 3 | 0 | 1 | 2 | 1  | 6  | −5 | 1 |

| 14 травня 2007 |

| Угорщина | 0 – 0 | Німеччина |
| -------- | ----- | --------- |
|          |       |           |

| Карлайл Граундс, Дублін Арбітр: Кевін Блом (Нідерланди) |

| 14 травня 2007 |

| Ірландія         | 3 – 0 | Болгарія |
| ---------------- | ----- | -------- |
| Руні 2', 6', 15' |       |          |

| Юнайтед Парк, Дроеда Арбітр: Бруно Мігель (Португалія) |

| 16 травня 2007 |

| Угорщина  | 1 – 1 | Болгарія     |
| --------- | ----- | ------------ |
| Немет 55' |       | Балтанов 49' |

| Більфілд Парк, Дублін Арбітр: Кевін Блом (Нідерланди) |

| 16 травня 2007 |

| Німеччина             | 1 – 0 | Ірландія |
| --------------------- | ----- | -------- |
| Бен-Хатіра 17' (пен.) |       |          |

| Далімаунт Парк, Дублін Арбітр: Паоло Тальявенто (Італія) |

| 19 травня 2007 |

| Ірландія             | 2 – 0 | Угорщина |
| -------------------- | ----- | -------- |
| Шерідан 85' Раян 90' |       |          |

| Юнайтед Парк, Дроеда Арбітр: Бруно Мігель (Португалія) |

| 19 травня 2007 |

| Болгарія | 0 – 2 | Німеччина         |
| -------- | ----- | ----------------- |
|          |       | Шмідт 23' Сам 29' |

| Більфілд Парк, Дублін Арбітр: Паоло Тальявенто (Італія) |

## Група 2
| Збірна   | І | В | Н | П | ГЗ | ГП | РГ | О |
| -------- | - | - | - | - | -- | -- | -- | - |
| Греція   | 3 | 2 | 1 | 0 | 8  | 2  | +6 | 7 |
| Хорватія | 3 | 1 | 2 | 0 | 6  | 4  | +2 | 5 |
| Італія   | 3 | 1 | 0 | 2 | 6  | 7  | −1 | 3 |
| Швеція   | 3 | 0 | 1 | 2 | 3  | 10 | −7 | 1 |

| 1 червня 2007 |

| Італія                                                       | 5 – 2 | Швеція               |
| ------------------------------------------------------------ | ----- | -------------------- |
| Карбонаро 4' Геллман 39' (авт.) Кіа 58' 90+2' Форестієрі 89' |       | Ельм 3' Альмебек 21' |

| Муніципальний стадіон Катеріні, Катеріні Арбітр: Фелікс Брих (Німеччина) |

| 1 червня 2007 |

| Хорватія                  | 2 – 2 | Греція            |
| ------------------------- | ----- | ----------------- |
| Багарич 13' Гудорович 89' |       | Мітроглу 56', 69' |

| Муніципальний стадіон, Літохоро Арбітр: Аткінсон (Англія) |

| 3 червня 2007 |

| Італія | 0 – 2 | Греція                  |
| ------ | ----- | ----------------------- |
|        |       | Сіовас 61' Мітроглу 75' |

| Муніципальний стадіон, Літохоро Арбітр: Ніколаєв (Росія) |

| 3 червня 2007 |

| Швеція        | 1 – 1 | Хорватія  |
| ------------- | ----- | --------- |
| Ульссон 90+3' |       | Бодул 86' |

| Муніципальний стадіон Катеріні, Катеріні Арбітр: Аткінсон (Англія)) |

| 6 червня 2007 |

| Хорватія                          | 3 – 1 | Італія         |
| --------------------------------- | ----- | -------------- |
| Юсуфі 69' Любичич 79' Туркаль 89' |       | Форестієрі 38' |

| Муніципальний стадіон Катеріні, Катеріні Арбітр: Фелікс Брих (Німеччина) |

| 6 червня 2007 |

| Греція                                                    | 4 – 0 | Швеція |
| --------------------------------------------------------- | ----- | ------ |
| Папастатопулос 53' Мітроглу 81' Папазоглу 82' Бахтірі 89' |       |        |

| Муніципальний стадіон, Літохоро Арбітр: Ніколаєв (Росія) |

## Група 3
| Збірна     | І | В | Н | П | ГЗ | ГП | РГ | О |
| ---------- | - | - | - | - | -- | -- | -- | - |
| Росія      | 3 | 2 | 1 | 0 | 5  | 1  | +4 | 7 |
| Нідерланди | 3 | 2 | 1 | 0 | 4  | 1  | +3 | 7 |
| Англія     | 3 | 1 | 0 | 2 | 3  | 4  | −1 | 3 |
| Чехія      | 3 | 0 | 0 | 3 | 1  | 7  | −6 | 0 |

| 15 травня 2007 |

| Чехія | 0 – 2 | Нідерланди      |
| ----- | ----- | --------------- |
|       |       | Брауер 26', 35' |

| Піреллі, Бертон-апон-Трент Арбітр: Расмуссен (Данія) |

| 15 травня 2007 |

| Англія | 0 – 2 | Росія                |
| ------ | ----- | -------------------- |
|        |       | Мамаєв 31' Дзюба 74' |

| Бескот, Волсолл Арбітр: Перес (Іспанія) |

| 17 травня 2007 |

| Росія                                | 3 – 1 | Чехія     |
| ------------------------------------ | ----- | --------- |
| Салугін 51' Кузнецов 86' Андреєв 88' |       | Нецид 69' |

| Вайт Гарт Лейн, Вустер Арбітр: Кірчетта (Швейцарія) |

| 17 травня 2007 |

| Англія       | 1 – 2 | Нідерланди                           |
| ------------ | ----- | ------------------------------------ |
| Ефрейм 90+1' |       | Гоулберне 30' (авт.) Бюйс 71' (пен.) |

| Ріко Арена, Ковентрі Арбітр: Перес (Іспанія) |

| 20 травня 2007 |

| Чехія | 0 – 2 | Англія                         |
| ----- | ----- | ------------------------------ |
|       |       | Ліндфілд 12' Мартін 49' (пен.) |

| Сіксфільдс, Нортгемптон Арбітр: Кірчетта (Швейцарія) |

| 20 травня 2007 |

| Нідерланди | 0 – 0 | Росія |
| ---------- | ----- | ----- |
|            |       |       |

| Ріко Арена, Ковентрі Арбітр: Расмуссен (Данія) |

## Група 4
| Збірна     | І | В | Н | П | ГЗ | ГП | РГ | О |
| ---------- | - | - | - | - | -- | -- | -- | - |
| Португалія | 3 | 2 | 1 | 0 | 5  | 2  | +3 | 7 |
| Туреччина  | 3 | 1 | 1 | 1 | 3  | 3  | 0  | 4 |
| Шотландія  | 3 | 1 | 0 | 2 | 5  | 7  | −3 | 3 |
| Грузія     | 3 | 0 | 2 | 1 | 2  | 3  | −1 | 2 |

| 23 травня 2007 |

| Шотландія | 1 – 2 | Туреччина            |
| --------- | ----- | -------------------- |
| Пірс 79'  |       | Мурат 61' Тевфік 81' |

| Денс Парк, Данді Арбітр: Шапрон (Франція) |

| 23 травня 2007 |

| Португалія | 0 – 0 | Грузія |
| ---------- | ----- | ------ |
|            |       |        |

| Макдайармід Парк, Перт Арбітр: Свейн Оддвар Моен (Норвегія) |

| 25 травня 2007 |

| Шотландія             | 2 – 1 | Грузія       |
| --------------------- | ----- | ------------ |
| Макларен 36' Пірс 88' |       | Барабадзе 6' |

| Макдайармід Парк, Перт Арбітр: Свейн Оддвар Моен (Норвегія) |

| 25 травня 2007 |

| Туреччина | 0 – 1 | Португалія      |
| --------- | ----- | --------------- |
|           |       | Ф. Коентрау 60' |

| Денс Парк, Данді Арбітр: Ольшак (Словаччина) |

| 28 травня 2007 |

| Португалія                                               | 4 – 2 | Шотландія         |
| -------------------------------------------------------- | ----- | ----------------- |
| Ф. Коентрау 60' Руй Педру 45+1' Сантос 79' Кандеяс 90+7' |       | Пірс 78' Сміт 88' |

| Макдайармід Парк, Перт Арбітр: Шапрон (Франція) |

| 28 травня 2007 |

| Грузія              | 1 – 1 | Туреччина |
| ------------------- | ----- | --------- |
| Цінамджврішвілі 79' |       | Келеш 90' |

| Денс Парк, Данді Арбітр: Ольшак (Словаччина) |

## Група 5
| Збірна      | І | В | Н | П | ГЗ | ГП | РГ | О |
| ----------- | - | - | - | - | -- | -- | -- | - |
| Іспанія     | 3 | 3 | 0 | 0 | 12 | 4  | +8 | 9 |
| Ісландія    | 3 | 1 | 0 | 2 | 10 | 9  | +1 | 3 |
| Норвегія    | 3 | 1 | 0 | 2 | 7  | 10 | −3 | 3 |
| Азербайджан | 3 | 1 | 0 | 2 | 4  | 10 | −6 | 3 |

| 30 травня 2007 |

| Іспанія                        | 3 – 2 | Ісландія                                |
| ------------------------------ | ----- | --------------------------------------- |
| Лопес 49' Мата 73', 79' (пен.) |       | Фрідгейрссон 23' Відарссон 90+2' (пен.) |

| Галден, Галден Арбітр: Страхоня (Хорватія) |

| 30 травня 2007 |

| Норвегія | 1 – 2 | Азербайджан                  |
| -------- | ----- | ---------------------------- |
| Парр 41' |       | Стоу 56' (авт) Гаджієв 90+2' |

| Сарпсборг, Сарпсборг Арбітр: Томас Айнваллер (Австрія) |

| 1 червня 2007 |

| Іспанія                                | 4 – 0 | Азербайджан |
| -------------------------------------- | ----- | ----------- |
| Аарон 40' Мата 77', 90+3' Гонсалес 89' |       |             |

| Сарпсборг, Сарпсборг Арбітр: Сипайло (Латвія) |

| 1 червня 2007 |

| Ісландія                                           | 3 – 4 | Норвегія                          |
| -------------------------------------------------- | ----- | --------------------------------- |
| Смарасон 15' Фрідгейрссон 30' Відарссон 52' (пен.) |       | Робертс 11', 13', 55' Клейвен 27' |

| Галден, Галден Арбітр: Страхоня (Хорватія) |

| 4 червня 2007 |

| Норвегія               | 2 – 5 | Іспанія                                               |
| ---------------------- | ----- | ----------------------------------------------------- |
| Леквен 37' Кнудцон 50' |       | Аарон 31' Мата 66' Лопес 78', 88' (пен.) Гонсалес 85' |

| Фредрікстад, Фредрікстад Арбітр: Томас Айнваллер (Австрія) |

| 4 червня 2007 |

| Азербайджан                       | 2 – 5 | Ісландія                                                 |
| --------------------------------- | ----- | -------------------------------------------------------- |
| Аміркулієв 54' (пен.) Мамедов 74' |       | Відарссон 37', 41' (пен.) Смарасон 45' Гісласон 49', 76' |

| Галден, Галден Арбітр: Сипайло (Латвія) |

## Група 6
| Збірна     | І | В | Н | П | ГЗ | ГП | РГ | О |
| ---------- | - | - | - | - | -- | -- | -- | - |
| Франція    | 3 | 2 | 0 | 1 | 6  | 3  | +3 | 6 |
| Ізраїль    | 3 | 2 | 0 | 1 | 11 | 4  | +1 | 6 |
| Польща     | 3 | 1 | 0 | 2 | 4  | 8  | −4 | 3 |
| Словаччина | 3 | 1 | 0 | 2 | 2  | 8  | −6 | 3 |

| 8 травня 2007 |

| Ізраїль                                                   | 6 – 0 | Словаччина |
| --------------------------------------------------------- | ----- | ---------- |
| Бузагло 4' Тамуз 17' Азріель 50' Натхо 59' Бітон 86', 90' |       |            |

| Нес-Ціона, Нес-Ціона Арбітр: Фернандес (Іспанія) |

| 8 травня 2007 |

| Франція                      | 3 – 1 | Польща         |
| ---------------------------- | ----- | -------------- |
| Пінау 6' Капу 82' Жестед 85' |       | Гросицький 26' |

| Габерфельд, Рішон-ле-Ціон Арбітр: Кевер (Швейцарія) |

| 10 травня 2007 |

| Ізраїль                                | 4 – 1 | Польща         |
| -------------------------------------- | ----- | -------------- |
| Тамуз 16' Кайал 56' Азріель 66', 90+2' |       | Гросицький 35' |

| Нес-Ціона, Нес-Ціона Арбітр: Айдінус (Туреччина) |

| 10 травня 2007 |

| Словаччина   | 1 – 0 | Франція |
| ------------ | ----- | ------- |
| Грендель 58' |       |         |

| Габерфельд, Рішон-ле-Ціон Арбітр: Фернандес (Іспанія) |

| 13 травня 2007 |

| Франція                      | 3 – 1 | Ізраїль     |
| ---------------------------- | ----- | ----------- |
| Монне-Паке 4', 73' Нгоїі 12' |       | Бузагло 76' |

| Нес-Ціона, Нес-Ціона Арбітр: Кевер (Швейцарія) |

| 13 травня 2007 |

| Польща                               | 2 – 1 | Словаччина     |
| ------------------------------------ | ----- | -------------- |
| Гросицький 60' (пен.) Кострубала 87' |       | Глоховські 77' |

| Габерфельд, Рішон-ле-Ціон Арбітр: Айдінус (Туреччина) |

## Група 7
| Збірна    | І | В | Н | П | ГЗ | ГП | РГ | О |
| --------- | - | - | - | - | -- | -- | -- | - |
| Сербія    | 3 | 3 | 0 | 0 | 5  | 1  | +4 | 9 |
| Румунія   | 3 | 2 | 0 | 1 | 7  | 5  | +3 | 6 |
| Швейцарія | 3 | 1 | 0 | 2 | 4  | 5  | −1 | 3 |
| Данія     | 3 | 0 | 0 | 3 | 2  | 7  | −5 | 0 |

| 31 травня 2007 |

| Румунія                                                      | 4 – 2 | Швейцарія                 |
| ------------------------------------------------------------ | ----- | ------------------------- |
| Бухаєску 23' Русеску 59' (пен.) Бікфалві 70' Ганя 89' (пен.) |       | Дердійок 14' Шкельзен 42' |

| Брюль, Гренхен Арбітр: Нікола Ріццолі (Італія) |

| 31 травня 2007 |

| Сербія                  | 2 – 1 | Данія       |
| ----------------------- | ----- | ----------- |
| Сулеймані 13' Тадич 22' |       | Нільсен 10' |

| Гурцелен, Біль Арбітр: Тюаль (Франція) |

| 2 червня 2007 |

| Швейцарія | 0 – 1 | Сербія        |
| --------- | ----- | ------------- |
|           |       | Сулеймані 34' |

| Св. Леонарда, Фрібур Арбітр: Нікола Ріццолі (Італія) |

| 2 червня 2007 |

| Румунія                         | 3 – 1 | Данія          |
| ------------------------------- | ----- | -------------- |
| Бухаєску 4' Ганя 8', 38' (пен.) |       | Андерсен 90+3' |

| Брюль, Гренхен Арбітр: Кортні (Північна Ірландія) |

| 5 червня 2007 |

| Сербія                | 2 – 0 | Румунія |
| --------------------- | ----- | ------- |
| Фейса 8' Босанчич 13' |       |         |

| Св. Леонарда, Фрібур Арбітр: Кортні (Північна Ірландія) |

| 5 червня 2007 |

| Данія | 0 – 2 | Швейцарія                 |
| ----- | ----- | ------------------------- |
|       |       | Дердійок 82' Шкельзен 84' |

| Гурцелен, Біль Арбітр: Тюаль (Франція) |